# GP2 európai nagydíj
A GP2 Európat Nagydíjat 2005-től, több megszakítással rendezik meg. Három versenyhelyszínen zajlottak eddig a futamok. Az első két évben a németországi Nürburgringen, míg 2008 és 2012 között a spanyolországi valenciai adott otthont a viadalnak, majd 2016-tól az azerbajdzsáni Baki.

## Időmérőedzés nyertesek
| Év   | Pálya       | Pilóta             | Csapat               | Idő      | Kör | Összefoglaló                |
| ---- | ----------- | ------------------ | -------------------- | -------- | --- | --------------------------- |
| 2005 | Nürburgring | Giorgio Pantano    | Super Nova Racing    | 1.43:862 | TBA | 2005-ös GP2 európai nagydíj |
| 2006 | Nürburgring | Nelson Piquet, Jr. | Piquet Sports        | TBA      | TBA | 2006-os GP2 európai nagydíj |
| 2008 | Valencia    | Giorgio Pantano    | Racing Engineering   | TBA      | TBA | 2008-as GP2 európai nagydíj |
| 2009 | Valencia    | Nico Hülkenberg    | Barwa Addax Team     | 1.45:025 | TBA | 2009-es GP2 európai nagydíj |
| 2010 | Valencia    | Sergio Pérez       | Racing Engineering   | 1.45:337 | 12  | 2010-es GP2 európai nagydíj |
| 2011 | Valencia    | Charles Pic        | iSport International | 1.46:675 | 11  | 2011-es GP2 európai nagydíj |
| 2012 | Valencia    | James Calado       | ART Grand Prix       | 1.47:342 | 12  | 2012-es GP2 európai nagydíj |
| 2016 | Baki        | Antonio Giovinazzi | Prema Racing         | 1.51:752 | 12  | 2016-os GP2 európai nagydíj |

## Nyertesek

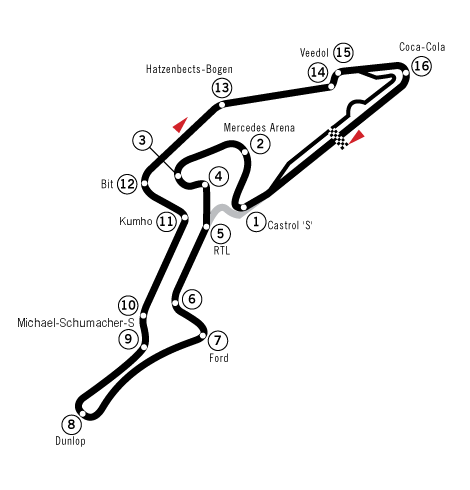
Nürburgring

| Év   | Pálya                   | Főverseny nyertese | Nyertes csapat      | Sprintverseny nyertese | Nyertes csapat      |
| ---- | ----------------------- | ------------------ | ------------------- | ---------------------- | ------------------- |
| 2005 | Nürburgring             | Heikki Kovalainen  | Arden International | Clivio Piccione        | Durango Racing      |
| 2006 | Nürburgring             | Lewis Hamilton     | ART Grand Prix      | Lewis Hamilton         | ART Grand Prix      |
| 2008 | Valencia Street Circuit | Vitalij Petrov     | Campos Grand Prix   | Lucas di Grassi        | Campos Grand Prix   |
| 2009 | Valencia Street Circuit | Vitalij Petrov     | Barwa Addax Team    | Nicolas Hülkenberg     | ART Grand Prix      |
| 2010 | Valencia Street Circuit | Pastor Maldonado   | Rapax               | Marcus Ericsson        | Super Nova Racing   |
| 2011 | Valencia Street Circuit | Romain Grosjean    | DAMS                | Esteban Gutiérrez      | Lotus ART           |
| 2012 | Valencia Street Circuit | Esteban Gutiérrez  | Lotus GP            | Luiz Razia             | Arden International |
| 2016 | Baku City Circuit       | Antonio Giovinazzi | Prema Racing        | Antonio Giovinazzi     | Prema Racing        |

## Leggyorsabb körök
| Év   | Év            | Pálya       | Pilóta             | Csapat                          | Időeredmény                                                                     |
| ---- | ------------- | ----------- | ------------------ | ------------------------------- | ------------------------------------------------------------------------------- |
| 2005 | Főverseny     | Nürburgring | Scott Speed        | iSport International            | 1.44:992 (20. kör)                                                              |
| 2005 | Sprintverseny | Nürburgring | Scott Speed        | iSport International            | 1.43:853 (20. kör)                                                              |
| 2006 | Főverseny     | Nürburgring | Lewis Hamilton     | ART Grand Prix                  | 1.42:782 (14. kör)1 Archiválva 2016. március 5-i dátummal a Wayback Machine-ben |
| 2006 | Sprintverseny | Nürburgring | Gianmaria Bruni    | Trident Racing                  | TBA                                                                             |
| 2008 | Főverseny     | Valencia    | Pastor Maldonado   | Piquet Sports                   | 1.46:880 (TBA)2                                                                 |
| 2008 | Sprintverseny | Valencia    | Lucas di Grassi    | Barwa International Campos Team | 1.47:712 (TBA)3                                                                 |
| 2009 | Főverseny     | Valencia    | Nico Hülkenberg    | ART Grand Prix                  | 1.47:041 (18. kör)                                                              |
| 2009 | Sprintverseny | Valencia    | Nico Hülkenberg    | ART Grand Prix                  | 1.46:487 (7. kör)                                                               |
| 2010 | Főverseny     | Valencia    | Pastor Maldonado   | Rapax                           | 1.47:528 (16. kör)                                                              |
| 2010 | Sprintverseny | Valencia    | Pastor Maldonado   | Rapax                           | 1.47:656 (17. kör)                                                              |
| 2011 | Főverseny     | Valencia    | Romain Grosjean    | DAMS                            | 1.49:591 (20. kör)                                                              |
| 2011 | Sprintverseny | Valencia    | Esteban Gutiérrez  | Lotus ART                       | 1.49:916 (9. kör)                                                               |
| 2012 | Főverseny     | Valencia    | Esteban Gutiérrez  | Lotus GP                        | TBA                                                                             |
| 2012 | Sprintverseny | Valencia    | Fabio Leimer       | Racing Engineering              | TBA                                                                             |
| 2016 | Főverseny     | Baki        | Macusita Nobuharu  | ART Grand Prix                  | 1.56:086                                                                        |
| 2016 | Sprintverseny | Baki        | Antonio Giovinazzi | Prema Racing                    | 1.54:792                                                                        |